# 藤本由香里
藤本 由香里（ふじもと ゆかり、1959年8月13日 - ）は、熊本県に生まれ育った漫画研究家、明治大学国際日本学部教授。元筑摩書房編集者。
マンガ評論や、女性のセクシュアリティ（いわゆるジェンダー論）、家族論、あるいは時事問題を扱う評論家、作家、性（セックス）の研究も行なうリベラル・フェミニスト。文化庁芸術選奨推薦委員。国立国会図書館納本制度審議会委員。「東京都青少年健全育成条例改正を考える会」（同条例反対派団体）代表。自称・風俗評論家として白藤 花夜子（しらふじ かやこ）という別名がある。
編集者として手がけた書籍として『レイプ・男からの発言』（1988年）、『発情装置』（1998年）、『東大で上野千鶴子にケンカを学ぶ』（2000年）、『竹宮惠子のマンガ教室』（2001年）、など多数ある。評論家としては、マンガ、とりわけ少女マンガ・レディースコミックやフェミニズムを基軸に現代女性・少女が直面する「恋愛」（あるいは「愛の幻想」）、「性」、「家族」、「仕事」、「生き方」と、それらの変化・変遷を一貫して凝視し、さまざまな媒体で発言。女性のセクシュアリティは時代の関数であって時代の移り変わりによって変化すると主張している。マンガ作品ごとの小評論やコメントは数多く、少女マンガ愛読者からの支持は少なくない。

## 概要
子どものころから読書が好きで 熊本市立藤園中学校、熊本県立熊本高等学校を経て、東京大学教養学部教養学科を卒業。就職先を決める際、総合出版社ならば自由がきくという理由から筑摩書房を選んで入社した。
筑摩書房第4編集室で編集者として女性のセクシュアリティ、コミュニケーション論、社会問題などの書籍を手がけて勤務するかたわら、1999年より早稲田大学、2000年より明治学院大学で非常勤講師を務める。また日本マンガ学会の設立に立ち会い、同学会の第一回総会（2001年11月3日）から小野耕世（映画評論家）、呉智英（評論家）らとともに理事も務めている。『AERA』編集長から「畏友 (!?)」と呼ばれたこともある。
編集の仕事は、筑摩書房で年間7、8冊の編集を担当するため、常時30冊ほど出版予定をかかえ、「編集者ってまるで皿回しみたいに息つく暇がない」、とぼやきつつも、その編集の仕事で『竹宮惠子のマンガ教室』を手がけるかたわら、少女マンガを中心とするマンガ評論を執筆。特に少女マンガ評論には定評がある。処女作の単著『私の居場所はどこにあるの?』は、少女マンガ評論に新たな可能性を切り拓いたと評されている。とりわけフェミニスト著作者からは、フェミニズム関連書の意欲的な編集が高く評価されている。2001年に取材された際、「私ほど、好きな本ばかり作ってきた人はいないかも」と自身のそれまでの仕事を語ってみせた。筑摩書房からは2007年末をもって退職。
また、女性のセクシュアリティについて考察を深めるため、女性にとっての性（セックス）も研究し、この分野における論客ともなっている。
同時に、マンガ評論専門家として朝日新聞社主催の手塚治虫文化賞審査員（2000年、2002年、2006年）や、講談社漫画賞選考委員（2006年）、文化庁メディア芸術祭マンガ部門審査員（2006年）などを歴任。
2008年明治大学に新設された国際日本学部准教授、2014年教授。同僚の森川嘉一郎らと、各種シンポジウムの開催、「米沢嘉博記念図書館」の創設などに携わっている。
2010年の東京都青少年の健全な育成に関する条例改正問題に関しても、積極的に活動、発言している。

### New Feminism Review
作家へのテイクオフは、1990年代前半に学陽書房が刊行した雑誌体裁の『ニュー・フェミニズム・レビュー』シリーズが事実上の嚆矢となった。4人のフェミニスト上野千鶴子、加納実紀代、樋口恵子、水田宗子とともに白藤花夜子名義で編集委員として名を連ねている。
シリーズ2冊目、水田宗子編集の『女と表現 フェミニズム批評の現在』では、白藤名義の「ボレロ 欲望の構造」と、藤本名義の「少女マンガにおける『少年愛』の意味」の二つを書く。前者はジョルジュ・ドンの舞台『ボレロ』を観た印象から、女性自らが欲望の主体となることが難しい事情を小文で解き明かす。ジョルジュ・ドンは男性ダンサーだが、ドンを女性ダンサーに置き換えた『ボレロ』が実現すれば女性の欲望に新しい構造が生まれる可能性があると指摘し、男性優位・男性支配の性の構造を変える鍵（突破口ないし糸口）になりうると説く。後者の藤本名義の文は、「やおい」の出自と変化を分析。少女マンガに多く見られる「少年愛」は、少女たちが性的存在であるという枠組みから離れ、性愛を操作するシミュレーションであると説明した。このシミュレーションによって視線の移動を獲得することが、少女たちの能動的性を獲得する契機となるかもしれない、とその可能性に期待を寄せた。
次の、シリーズ三冊目『ポルノグラフィー 揺れる視線の政治学』において、白藤名義で責任編集と執筆、シリーズ二冊目同様に藤本名義でも執筆した。白藤名義の一つ目はノンフィクション作家・山口文憲を対談の相手とし、男にとってのポルノを追究する。二つ目に、これまで、いわゆる官能小説（ポルノ小説）を読んだことも見たこともない「ポルノ処女」であるにもかかわらず当時女性官能小説家として活躍していた斎藤綾子にアダルトビデオを見せ、『O嬢の物語』を読ませて、その感想を聞くという趣向で、被虐（マゾヒズム）とポルノとの連関を語り合う。三つ目は、フェミニズムでしばしば重視される「愛あるセックス」を挑発的に問う小文を執筆。藤本名義ではアダルトビデオ製作会社「VIPエンタープライズ」のプロデューサー兼監督・岸田光明のインタビューと、レディースコミックの官能性をファンタジー・被強姦願望・SM・近親相姦などさまざまな角度から詳細に検証する中編、の二つを書いている。
同誌編集で藤本は、白藤花夜子を「わけあって素顔を隠す気鋭の風俗評論家」と紹介し、また誌面の写真でも仮面を付けて、その正体を隠していた。
いずれにせよ、シリーズ三冊目の『ポルノグラフィー』は、併せて30人以上の執筆者を擁し、副題の政治学のみならず、心理学、フェミニズム、同性愛との関係と同時に、1990年代日本のポルノグラフィの実情を概観。さらに歴史的な視点として江戸時代のポルノグラフィ代表格である浮世絵の春画（枕絵）の専門家・田中優子（江戸学者）を配し、国際的にも米国・カナダで活躍するフェミニストの論考を配するなど多様な切り口から編集している。レディースコミック、官能小説などを多数読み込み、またアダルトビデオにも接したこの時期は、女性の性（セックス）の探求やセクシュアリティに傾注する藤本にとって大きなステップとなった。
それとともに多くのフェミニストとの協働で編集した本書は、女性にとってのポルノ、英語でいわゆる「エロティカ」  と呼ばれる作品創作の実験的試みにも取り組み、ポルノが性差別であるとか、あるいはポルノが男性による女性の支配をもたらす、といった通俗的で皮相な理解に突きつける問題提起であったため、当時、日本のフェミニズムに大きな影響を与えた。
このシリーズは1995年4月まで続き全六巻を公刊、藤本はすべての巻で執筆し、さまざまな切り口、たとえば女性にとっての老い、仕事、生殖・妊娠など多様な視点から分析・検討する機会ともなった。

### 『私の居場所はどこにあるの?』
ポルノグラフィなどの研究と並行して、マンガ、とりわけ少女マンガや、レディースコミックの動向にも目を向ける。いまや少女マンガ論の古典となりつつある『私の居場所はどこにあるの? 少女マンガが映す心のかたち』（1998年）が、最初の単著刊行となる。
本書は、1970年代から1990年代末ごろまでの少女マンガの描写から、女性のセクシュアリティや価値観の変遷を女性の心理や内面に焦点をあてて分析したものである。藤本が少女マンガに目を向けるのは、読者である少女たちの価値観・意識（夢や欲望）の動向を、人気のある少女マンガが鋭敏に反映していると見るからである。30年にわたる少女たちの恋愛観、あるいは性描写などのセクシュアリティや、家族観、職業観の変化を分析し、同時に少女マンガで描かれる「やおい」やトランスジェンダー（性別越境）など性的指向に関する描写の変遷にも目を向ける。
精緻な分析は注目を浴び、先行の少女マンガ論であった荷宮和子『少女マンガの愛のゆくえ』（1994年）や横森理香『恋愛は少女マンガで教わった』とは一線を画し、女性のセクシュアリティ・性意識に着目した本格的少女マンガ論の嚆矢となり、今日（こんにち）でもなお、少女マンガ評論の新境地を拓いたと評される。
なお、本書を出版した年の八月、共同通信配信のコラムで斎藤美奈子著『紅一点論』の書評を発表。斎藤の着眼と分析のよさを高く評価し「知ることは、変わること。そのための強力な援護射撃」になる本だ、と述べてエールを送っている。

### 『快楽電流』
1999年3月刊行。本の帯で「小さい頃から私は売春婦に憧れていた」と謳ったこの作品は、レディースコミックから男性向けの性風俗、ポルノグラフィとしてのAVやポルノ小説（いわゆる狭義の官能小説）、売春・援助交際、東電OL殺人事件までを素材として、藤本が現代女性のセクシュアリティやジェンダーを考察する性の研究に打ちこんできた一つの成果となった。また実験小説として、女性にとってのポルノ・「エロティカ」も試みている。
本書で藤本は、現代女性の生き方が1990年代頃に「受動的な客体」から「能動的な客体」へと質的な変化が起こっていると指摘する。すなわち、受動から能動へと変わりつつも、現代女性は、男性から「愛される存在」でしかなく主体になれない、依然として客体となっているという指摘である。この指摘は、前出のジョルジュ・ドンのダンスを分析した小文に萌芽が見られる。
なお、本書は、白藤花夜子名義で発表してきた作品をも収録するため、藤本は別名・白藤との共著を強く望んだが、版元編集者と装幀デザイナーの説得で断念、白藤が藤本と同一人物であることを明かすことになり、「風俗評論家」として別名・別人格で執筆しようとする藤本の目算は潰（つい）える結果となった。
本書所収の短編官能小説「ワンナイトスタンド」は、この年の10月に出た藤沢周編集の女性競作官能小説集『歓喜まんだら』に、白藤名義で収められている。
しかし本書中で、バクシーシ山下の『女犯』を観て、「確かに面白い」と記し、その後、しかし人権上どうなのだろうかと書いたため、「面白い」と記したことで、杉田聡の批判を受けている。

### 法規制に反対
男性向けポルノグラフィを考察した藤本は、絵やマンガが法的な規制対象になるという危惧から、横浜で行なわれた第二回・子どもの性的商業的搾取に反対する世界会議 (World Congress against CSEC) のワークショップ第一部「漫画は CSEC（子どもの性的商業的搾取）ではない」でパネリストとして発言、マンガは従来から子どもたちに自己のセクシュアリティを考える機会や材料となっていると指摘し、そのような良質な部分を損なう早急な法的規制に、懸念を表明している。
このほかにも、性表現抑圧の法令に反対するアピールなどに、賛同人としてたびたび名前を連ね、基本的にマンガなどの表現媒体の表現の自由を擁護するスタンスをとっている。
さらに教育基本法の改正に反対し「『【アピール】公述人・参考人として教育基本法案の徹底審議を求めます』への市民緊急賛同署名」にも名を連ねている。

### 公判証言
女性のジェンダー・セクシュアリティや、セックス、すなわち性の研究を深めた藤本は、刑事事件となった松文館裁判で2003年7月、弁護側証人として出廷、わいせつだと疑いを受けたアダルトコミック『蜜室』における女性器の描写が一般に流布する描写と比べて特に過激だとは思えず、むしろ作者のきめ細かい工夫が見られ、女性の気持ちや体が開いていく描写として必然性があると指摘する。
証言の中で藤本はまず、作者の丁寧な仕事によって「（女性の視点でみて）非常にうまくいっているときのセックスのリズムとか呼吸とかそういったものを写し取っている」と述べる。その結果、「いたずらに性欲を刺激するために性器を子細に描写しているというよりは、むしろ、そういう関係性全体の中でのそのかかわり合いの象徴として」「作者が自分との性によって女の人が喜びを感じてだんだん開いていく、自然に気持ちも体も開いていく」描写となっていると指摘。男性の性欲や性衝動、性的興奮をいたずらに刺激・喚起するのではなく、女性の気持ち、密着感や温かさを、ある種の快感のバロメーターとして性器の開き方を描き分けた『蜜室』の描写は、「読者自身が持っているある種身体的な性的な記憶（身体的な親和的な記憶とか、そういう相手と密着したときの密着感）をよみがえらせることでエロチックな気分にさせるというところにウェイトがある」、と分析結果を述べている。
また、インターネットで容易に実写映像が見られる時代となっている今日（こんにち）、「実写でもない、絵で書いたに過ぎないもの、性器描写というのを取り締まるのはどうか」と社会環境の具体例を挙げて証言して捜査にあたった警察や、起訴に及んだ検察を批判。結論として『蜜室』の描写が、実写の写真やアダルトビデオと比べ、一般的な男性にとって性欲を喚起する度合いは低いと考えられる旨述べている。
この藤本証言に対し、一審・東京地裁刑事第2部（裁判長・中谷雄二郎）は「藤本証人が述べるように、そこには性や女性に対する作者の一定の意識等が反映されていると見る余地もないわけではない」と一定程度認めながらも、物語の展開や筋書きから「作品の眼目である性交、性戯場面を導入展開するためのものにすぎず、作品の中心はあくまでも性交、性戯場面の描写にある」とし、「本件漫画本の構成や物語の内容・展開等にかんがみると、平均的読者が、本件漫画本から、弁護人らや藤本証人が主張するように、一定の思想や意識を読み取ると期待することは著しく困難というほかなく、したがって、単なる好色的興趣以上のものを看取することはほとんど不可能というべきである」と退け、『蜜室』の描写は「専ら読者の好色的興味に訴えるもの」と認定した。
この東京地裁判決について藤本は、長岡義幸（ジャーナリスト）、米沢嘉博、山口貴士と対談した医学新聞『メディカルトリビューン』2004年7月号で、性表現が過激化する現状から判断して、「どう考えても負けるはずがない」と思っていた、にもかかわらず敗訴となったのは意外だと感想を述べ、わいせつを決める基準は裁判所が独占（健全な社会通念は裁判所の判断で決定）すると宣言した判決文を批判、「どんなに流通していても、それがいいかどうかは裁判所が決めるものだ」とする裁判所の姿勢に懸念を表明した。藤本はこの一連の経緯を、文藝春秋の『日本の論点2005』で簡潔に報告している。
控訴審・東京高裁第6刑事部（2005年6月。裁判長・田尾健二郎）は、藤本証言に言及しなかったものの、「性器部分が人体の他の部分に比して誇張され、かつ、細かい線画によって綿密に描かれることによって、性器の形態や結合・接触状態の描写がはなはだ生々しいものとなり、読者の情緒や官能に訴え、想像力をかきたてる」描写だと判示し、一審同様に「平均的読者が本件漫画本から一定の思想や意識を読み取ることは著しく困難」であり、「芸術的・思想的価値のある意思の表明という要素はほとんど存しないから、本件漫画本がその作品性、思想性、芸術性により性的刺激の度合いが緩和されているとは認められない」とし、『蜜室』の描写が、「今日の健全な社会通念に照らし、いたずらに性欲を興奮又は刺激させ、かつ、普通人の正常な性的羞恥心を害し、善良な性的道義観念に反する」わいせつ物に該当すると認定した。しかし「わいせつ性の程度を、同様の情景を実際に撮影した写真やこれを録画したビデオテープ、DVD等の実写表現物の有するわいせつ性の程度と比べると、両者の間には相当の開きがあり、本件漫画本が漫画本であるが故のわいせつ性の特殊性も考慮しなければならない」とも判示、藤本証言（実写画像との比較）の意図を汲んだ形となり、検察官による被告の取調べで『蜜室』がわいせつ物であると認めた情状を併せた勘案で、懲役刑を科した一審判決を破棄、罰金刑に減刑した。
その後、松文館側は最高裁判所へ上告したが、最高裁第一小法廷は2007年6月に二審判決を支持し上告を棄却。松文館側の敗訴が確定した。

### 評論家活動
前掲した著書執筆のほか、『週刊文春』の「漫画羅針盤」や、『ESSE』、『MINE』、共同通信などにコミックに関するコラムを連載、『ダ・ヴィンチ』は不定期で掲載し、さらに『東京新聞』の連載「本音のコラム」にも時事問題を中心とする評論を執筆している。紙面の肩書きはコラムの内容によって、評論家・編集者のどちらかを使い分ける。東京新聞2006年12月17日付コラムでは、サントリー学芸賞受賞の『手塚治虫＝ストーリーマンガの起源』の著者竹内一郎をめぐって、マンガ研究者や関係するブログが騒然としていること、手塚研究が複数出て話題になっているにもかかわらず、そうした重要な先行研究への言及がなかったこと、ほとんどの記述は手塚本人の発言のみに依拠していること、同書が九州大学から博士号を授与された博士論文を用いたこと、など簡潔な紹介文を執筆。この時は、肩書きとして評論家を用いた。
上に挙げた東京新聞連載「本音のコラム」は、マンガやコミックの評論ではなく、基本的に時事問題に関する評論となっている。具体的には、たとえば、学校などでの男女児童同室着替え（着替えや、身体測定、いわゆる身体検査を男女同室で行なう問題）や教育基本法改正から著作権、靖国神社問題、水俣病、皇室、学生論文の剽窃の問題まで政治や時事的な話題を中心としたコラムである。例に挙げた竹内一郎についてのコラムは「マンガ批評」と題されているが、これも竹内個人や竹内の論文を批評するというよりも、むしろ九州大学やサントリー文化財団の杜撰（ずさん）な選考体質に言及、それら団体にまともな批判が集中するのは手塚治虫研究がすすんできた証拠であるから、「いいことだ」と論評するものであった。
マンガ評論においては2005年に、雑誌『クイック・ジャパン』誌上で矢沢あいの1985年以降の全作品を解説し、作家論を論じる「進化する矢沢あい」を発表している。
また、マンガ評論家として、たびたび講演も行なう。目黒区男女平等・共同参画センターが企画・主催し、2006年9月20日に同センターで開かれた講演会「コミックの中の女性たち 『NANA』や『のだめカンタービレ』の人気のヒミツ」で講演している。映画がヒットした矢沢あいの『NANA』と、ドラマ化が決まった二ノ宮知子の『のだめカンタービレ』を取り上げ、少女たちから評価されて人気のあるコミック作品には、新たな価値観が含まれているからだと解説し、両作品が、女性が女性であることを肯定的に捉えている「新しい女性像」を描いたと述べている。『NANA』は、ルームメイトの女性二人が、互いの絆を好きな男性との絆よりも優先させる生き方を描き、『のだめ』は主人公女性のつきあう男性側が主人公の意思に学んで、二人がともに成長してゆく対等な関係を描いたコメディー。いずれも従来の「（自分の愛した）男性こそが女である私を救ってくれる」というパターンを越えた作品になっていると指摘、女性の意識に質的な変動が起きており、「女性のセクシュアリティは時代の関数であって時代の移り変わりによって変化する」との従来からの主張を裏付ける解説であった。この年の12月22日、マンガ家・夏目房之介を誘って有楽町の東京国際フォーラムで開かれた「のだめオーケストラコンサート」に聴衆の一人として駆けつけている。

### 人脈と評価
編集者として、あるいはマンガ・フェミニズムの評論家として、上野千鶴子、小倉千加子、中島梓、吉田秋生などの人脈を有しつつ、その一方で少女マンガや、観た映画、編集などで接した知識から、家族問題を考察する『愛情評論 「家族」をめぐる物語』を上梓、精神科医の香山リカは北海道新聞の書評で同書を取り上げ、「現代という戦場で日々を送る若者や女性たちにとっては、格好のブックガイド」であると評価している。
女性学・心理学者の小倉千加子は、「この人の強みは自分に発情できること」、と評したことがある。
ちくま文庫版の島崎今日子著『この国で女であるということ』を再編集し2006年11月に出版されたが、そのあとがきで島崎は藤本を「厳しい編集者であった」と評しつつ、「長年の大切な友人でもあります」と述べている。

## 文献

### 著書
- 1998年3月 私の居場所はどこにあるの? 少女マンガが映す心のかたち 学陽書房、ISBN 4313870113　朝日文庫2008年（解説　三浦しをん）
- 1999年3月 快楽電流 女の、欲望の、かたち　河出書房新社、ISBN 4309242138
- 2000年12月 少女まんが魂 現在を映す少女まんが完全ガイド&インタビュー集　白泉社、ISBN 4592731786[56]）
- 2004年2月 愛情評論 「家族」をめぐる物語　文藝春秋、ISBN 4163580603、[57] （家族論）
- 2013年6月 きわきわ　「痛み」をめぐる物語　亜紀書房、ISBN 978-4750513119

### 共著
- 1990年12月 上野千鶴子（編） ニュー・フェミニズム・レビュー vol.1 学陽書房、ISBN 4313840419
  - 各巻タイトル: 恋愛テクノロジー いま恋愛ってなに?
    - 藤本由香里（執筆） 女と恋愛 少女マンガのラブ・イリュージョン
- 1991年5月 水田宗子（編） ニュー・フェミニズム・レビュー vol.2 学陽書房、ISBN 4313840427
  - 各巻タイトル: 女と表現 フェミニズム批評の現在
    - 白藤花夜子（執筆） ボレロ 欲望の構造
    - 藤本由香里（執筆） 少女マンガにおける『少年愛』の意味
- 1992年3月 白藤花夜子（編） ニュー・フェミニズム・レビュー vol.3 学陽書房、ISBN 4313840435
  - 各巻タイトル: ポルノグラフィー 揺れる視線の政治学（編集のみならず以下のように対談・インタビュー・執筆も）
    - 白藤花夜子（山口文憲対談）ポルノのルール、恋愛のルール、恋愛とポルノの間の深い溝
    - 白藤花夜子（斎藤綾子対談）『O嬢の物語』をどう読むか
    - 白藤花夜子（執筆）割れた鏡のカレイド・スコープ
    - 藤本由香里（執筆）女の、欲望のかたち レディースコミックにみる女の性幻想
    - 藤本由香里（岸田光明インタビュー）現場インタビュー AV業界のうらおもて
- 1992年12月 樋口恵子（編） ニュー・フェミニズム・レビュー vol.4 学陽書房、ISBN 4313840443
  - 各巻タイトル: エイジズム おばあさんの逆襲
    - 藤本由香里（執筆）“閉じられた季節”の向こう側
    - 白藤花夜子（執筆）私にとってのエイジング そして最後に〈愛〉が残った……
- 1994年3月 上野千鶴子（編）ニュー・フェミニズム・レビュー vol.5 学陽書房、ISBN 4313840451
  - 各巻タイトル: リスキー・ビジネス 女と資本主義の危うい関係
    - 藤本由香里（執筆）お仕事! 『悪女』と『島耕作』の働き方はどう違う
- 1993年4月 水田宗子（責任編集）女性の自己表現と文化 第2回環太平洋女性学会議 田畑書店、ISBN 4803802491
- 1995年4月 加納実紀代（編） ニュー・フェミニズム・レビュー vol.6 学陽書房、ISBN 431384046X
  - 各巻タイトル: 母性ファシズム 母なる自然の誘惑
    - 藤本由香里（執筆）文化の中の母性「生殖」からの逃走と再生 萩尾望都を中心に
    - 白藤花夜子（執筆）ニッポン母親事情「エロチックな妊娠
- 1996年12月 水田宗子ほか 母と娘のフェミニズム 近代家族を超えて 田畑書店、ISBN 4803802858
- ワンナイトスタンド
  - 1999年3月 藤本由香里 快楽電流 女の、欲望の、かたち 河出書房新社、ISBN 4309242138 所収
  - 1999年10月 藤沢周（編）歓喜まんだら マガジンハウス、ISBN 4838711247 にも所収
- 少女マンガが愛でる男のカラダ
  - 2000年6月 伏見憲明（編） QUEER JAPAN vol. 1 （特集・メイル・ボディ） 所収
- 少年の居場所・少女の居場所
  - 2000年7月 現代人の居場所 至文堂、ISBN 4784360204 所収
- 分身 少女マンガの中の『もう一人の私』
  - 2001年11月 宮原浩二郎、荻野昌弘（共編） マンガの社会学 世界思想社、ISBN 4790709019 所収
- 藤本由香里との対話
  - 2002年12月 今一生 恋愛以前 原書房、ISBN 4562035811 所収
- 性の快楽・恋愛の快楽
  - 2003年2月 青木保ほか アジア新世紀 4 幸福 岩波書店、ISBN 4000268341 所収
- 松文館事件裁判証言
  - 2004年1月 長岡義幸 「わいせつコミック」裁判 松文館事件の全貌! 道出版、ISBN 486086011X 所収 [39]
- 2004年9月 藤本由香里・村上知彦・夢枕獏（共編著）達人が選ぶ女性のためのまんが文庫100 白泉社、ISBN 4592883403
- 少女マンガに魅せられて
  - 2005年1月 伏見憲明 性という〈饗宴〉 ポット出版、ISBN 493901570X 所収
- 進化する矢沢あい
  - 2005年8月 クイック・ジャパン 61（特集 矢沢あいの時代 1985 - 2005）、太田出版、ISBN 4872339789 所収
- 開かれた女たち 『御開帳』『もっと奥まで』…女はもう止まらない!（座談会: 酒井あゆみ、南智子、北原みのり）
  - 2006年12月 鹿島茂（著作代表） オン・セックス 鹿島茂対話集 文藝春秋、ISBN 4167590050 所収
- 2006年12月 フリースタイル（編） このマンガを読め! (2007) フリースタイル、ISBN 4939138348
  - 執筆者50名中の一人として執筆に参加
- 少女マンガの源流としての高橋真琴
  - 2007年3月 日本マンガ学会（編） マンガ研究 vol.11 日本マンガ学会、2007年3月、ISBN 4843323527 所収
- 少女マンガとスピリチュアルな世界
  - 2007年3月 渡邊直樹（編） 宗教と現代がわかる本 2007 平凡社、2007年3月、ISBN 4582702686
- 「現実(リアル)を素材に夢(ファンタジー)を錬(ね)る 『鋼の錬金術師』 という錬成の行方」
  - 『ユリイカ』 2008年6月号 特集=マンガ批評の新展開、荒川弘インタビュー（聞き手）

### 主な編集書
- 1988年8月 ティモシー・ベイネケ　レイプ・男からの発言　筑摩書房、ISBN 4480854517、ちくま文庫: 1993年6月、ISBN 4480027459
  - 原著: Timothy Beneke, Men on Rape: What They Have to Say About Sexual Violence
- 1990年11月 小倉千加子　女の人生すごろく　筑摩書房、ISBN 448081292X、ちくま文庫: 1994年12月、ISBN 4480029346
- 1991年6月 バーン・ブーロー、ボニー・ブーロー（共著）　売春の社会史 古代オリエントから現代まで　筑摩書房、ISBN 4480855734、ちくま文庫: 1996480042032
  - 原著: Vern Bullough, Bonnie Bullough, Women And Prostitution: A Social History
- 1996年11月 リリアン・フェダマン　レズビアンの歴史　筑摩書房　上: ISBN 4480082921、下: ISBN 448008293X
  - 原著: Lillian Faderman, Odd Girl and Twilight Lovers - A history of lesbian life in twentieth-century America
- 1991年8月 中島梓　コミュニケーション不全症候群　筑摩書房、ISBN 4480855963、ちくま文庫: 1995年12月、ISBN 4480031340
- 1992年1月 上野千鶴子・小倉千加子・富岡多恵子　男流文学論　筑摩書房、ISBN 448082278X、ちくま文庫: 1997年9月、ISBN 4480033289
- 1993年1月 浅野健一　客観報道　隠されるニュースソース　筑摩書房、ISBN 4480855769
- 1995年7月 ポール・ギャリコ　猫語の教科書　筑摩書房、ISBN 4480831614、ちくま文庫: 1998年12月、ISBN 4480034404
  - 原著: Paul Gallico: The Silent Miaow: A Manual for Kittens, Strays, and Homeless Cats
- 1995年7月 松岡正剛　フラジャイル 弱さからの出発　筑摩書房、ISBN 4480857109、ちくま学芸文庫: 2005年9月、ISBN 4480089357
- 1996年8月 金満里　生きることのはじまり　筑摩書房、ISBN 4480857338
- 1997年8月 エリザベート・バダンテール　XY 男とは何か　筑摩書房、ISBN 4480863052
  - 原著: Élisabeth Badinter, XY, de l'identité masculine
- 1998年1月 上野千鶴子　発情装置 エロスのシナリオ　筑摩書房、ISBN 4480863117
- 1998年8月 竹中ナミ『プロップ・ステーションの挑戦　「チャレンジド」が社会を変える』筑摩書房、、ISBN 448086315X
- 1998年12月 島本慈子　倒壊　大震災で住宅ローンはどうなったか　筑摩書房、ISBN 4480863192、ちくま文庫: 2005年1月、ISBN 4480420444
- 2000年1月 遙洋子　東大で上野千鶴子にケンカを学ぶ　筑摩書房、ISBN 4480818154
- 2001年6月 竹宮惠子　竹宮惠子のマンガ教室　筑摩書房、ISBN 4480888039
- 2002年3月 上野千鶴子、小倉千加子（共著）　ザ・フェミニズム　筑摩書房、ISBN 4480863370、ちくま文庫: 2005年9月、ISBN 4480421491
- 2006年1月 ジャネット・エンジェル（那波かおり訳）　コールガール 私は大学教師（プロフェッサー）、そして売春婦　筑摩書房、ISBN 4480837159
  - 原著: Jeannette Angell, Callgirl: Confessions of an Ivy League Lady of Pleasure, Permanent Press, New York, Hardcover: July 2004, ISBN 1579621104 , Paperback: HarperCollins Publishers, 1st April 2005, ISBN 0060736054
- 2006年7月 ヨコタ村上孝之　マンガは欲望する　筑摩書房、ISBN 4480873511
- 2006年11月 島崎今日子　この国で女であるということ　ちくま文庫、筑摩書房、ISBN 448042282X
  - アエラに掲載された「現代の肖像」を単行本化した2001年10月の教育史料出版会の同名単行本（ISBN 4876524114）を、藤本が一部追加と削除など再編集してちくま文庫に収録[58]。